# Захарова-Пулихова
Захарова-Пулихова (Минск) — микрорайон в Партизанском районе. Основной этап проектирования пришёлся на начало 1970-х годов, строительства — на 1970-е — 1980-е годы. Большинство зданий района построены по индивидуальным или переработанным типовым проектам, преобладает стиль советского архитектурного модернизма. Район предназначался для высшего класса общества БССР. Со стороны улицы Пулихова район ограничен водно-зелёным диаметром, который является основной рекреационной зоной района.

## Планировка

Макет застройки района, 1970-е

План детального планирования района был завершён в 1975 году. Над ним работали архитекторы Ботковский Сергей Борисович, Мартьянов Виктор Семенович, Гельфанд, Леонид Бенецианович, Гаухфельд Михаил Лейбович, Киреева Е. Н. Данный план не был реализован в полном объёме: застройка улицы Азгура выполнена без соответствия плану; здания во дворах домов по адресам улица Захарова, 54 и 56 и Пулихова, 29 и 31 не были построены; здания на месте современных задний по адресу: улица Пулихова, 43 и 45 не были возведены, на месте первого должны были расположиться дома, выполненные по проекту соседних комплексов Пулихова, 19 и 21, 35 и 37 с увеличенной общественной галереей, на месте второго — схожий с Пулихова, 23 и 31 дом; общественное здание на углу улиц Пулихова и Андреевской и здание неизвестной функции на углу Ивановской и Андреевской не были возведены; проект домов по адресам: улица Первомайская, 20к2 и 20к3 возведены с изменениями проекта.
Границы района обозначены на оригинальном плане, они проходят по улицам Пулихова, Первомайской, Захарова, Андреевской. Для этой зоны также характерна общность архитектурных и планировочных решений: цвета, отделка и размеры зданий, размещение их относительно друг друга. Район разделён на пять кварталов параллельными Первомайской и Андреевской улицам. Ни одна из проезжих частей этих улиц не пересекает район насквозь, каждая из них прерывается пешеходной зоной, которая продолжает улицу по её трассировке. Благодаря такой планировке район условно можно поделить на пять кварталов.

## Кварталы

### Первомайская-Азгура
Квартал со смешанной застройкой: содержит жилые, общественные и промышленные здания. Застройка неоднородна, здания в разных стилях возводились с конца 1950-х до начала 2000-х. На месте четырёх последних построенных домов со стороны улицы Захарова до конца 1990-х существовала военная часть.

### Азгура-Слесарная
Застройка данного квартала содержит исключительно здания общественного характера. Улица Азгура заканчивается у здания музея Азгура и продолжена сквером до улицы Пулихова.

#### Стоматология № 9

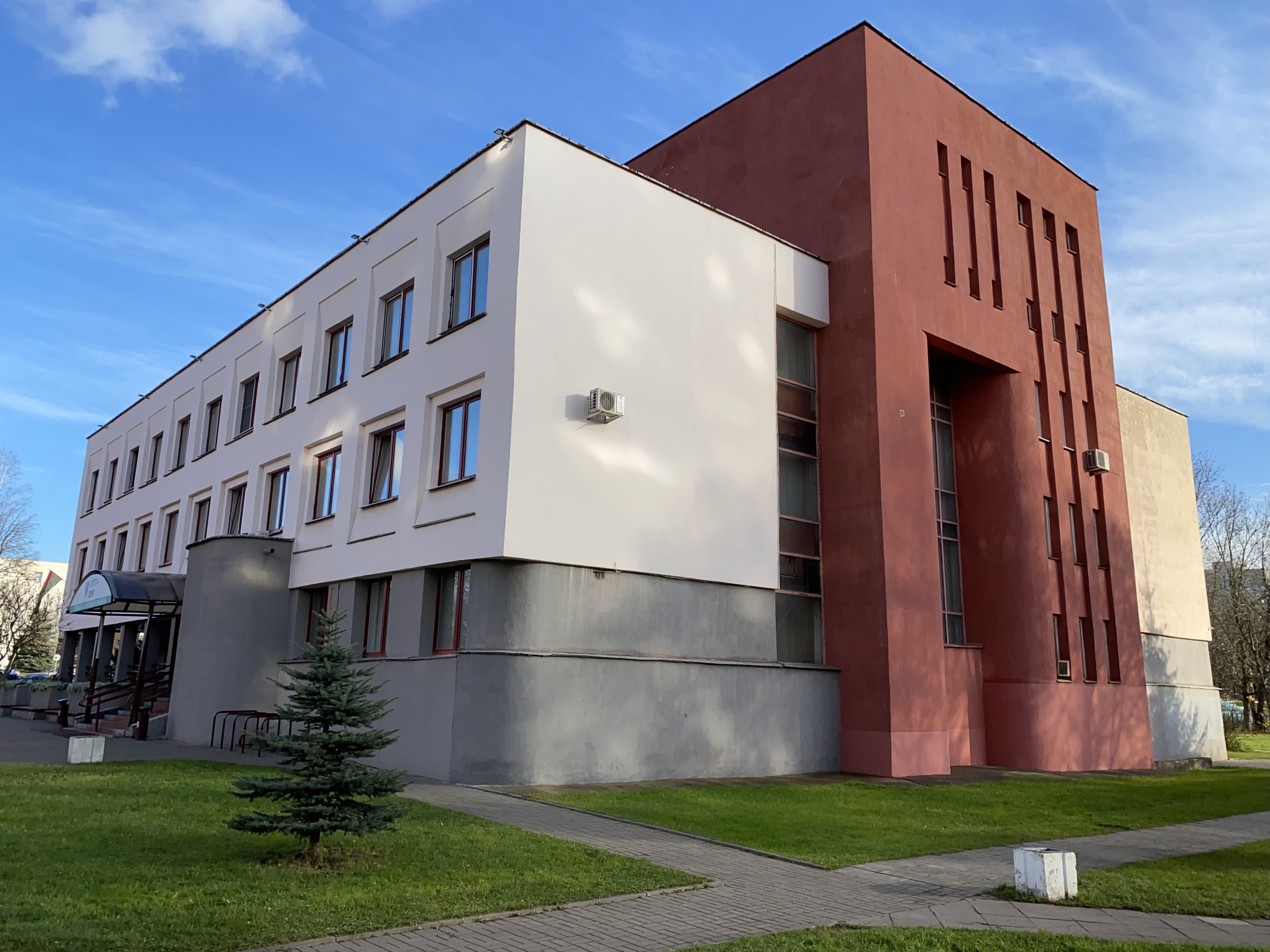
Стоматология № 9

Здание стоматологической клиники построено по проекту Журавлёва Сергея Сергеевича в 1981 году(поликлиника открыта в 1982 году). Здание представляет собой трёхэтажный параллелепипед с двумя выступающими из него четырёхэтажными объёмами. Главный фасад на улицу Азгура на первом этаже частично утоплен в объём, что формирует козырёк перед входной группой. Вдоль этого же промежутка на уровне земли устроена длинное сидячее место с двумя полукруглыми отступами в объём здания. Над ними устроены места для посадки растений. Объём, выступающий в сторону здания министерства обороны, имеет панорамное остекленное лестничной клетки, первые три этажа имеют узкие окна, маленькие окна четвёртого этажа носят декоративный характер, так как за ними находится техническое помещение. Выступающий с тыльной стороны здания объём соединён с основным посредством узкого перехода с панорамным остеклением. Сам объём декорирован расположенными с интервалом в 10 сантиметров параллельными высоте углублениями. Здание окрашено в ассоциирующие с медициной цвета: тёмно-коралловый и бледно-розовый. Первый этаж окрашен в светло-серый. Внутри здания на всех этажах используется второй свет, в крыше здания устроены окна.

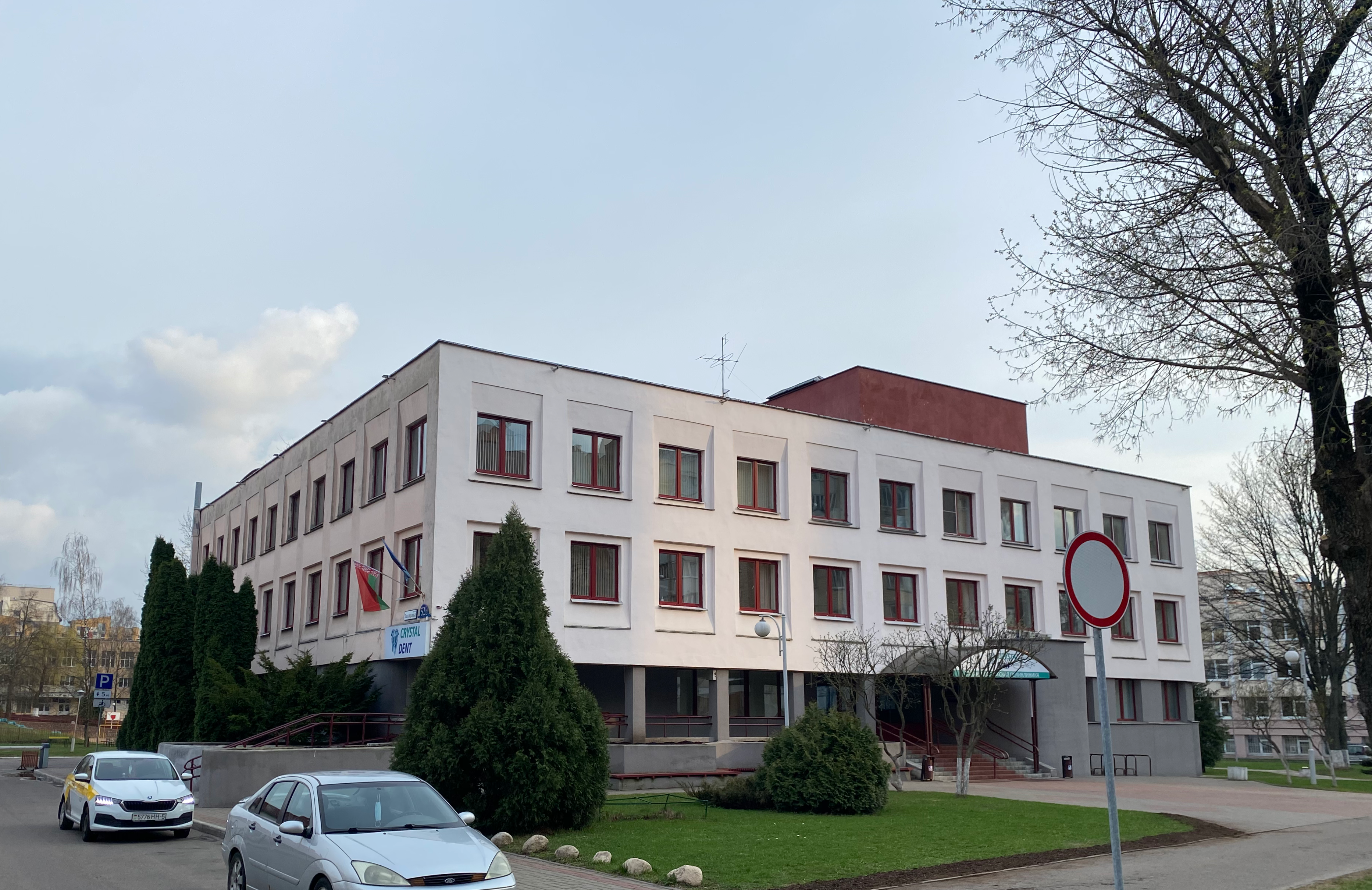
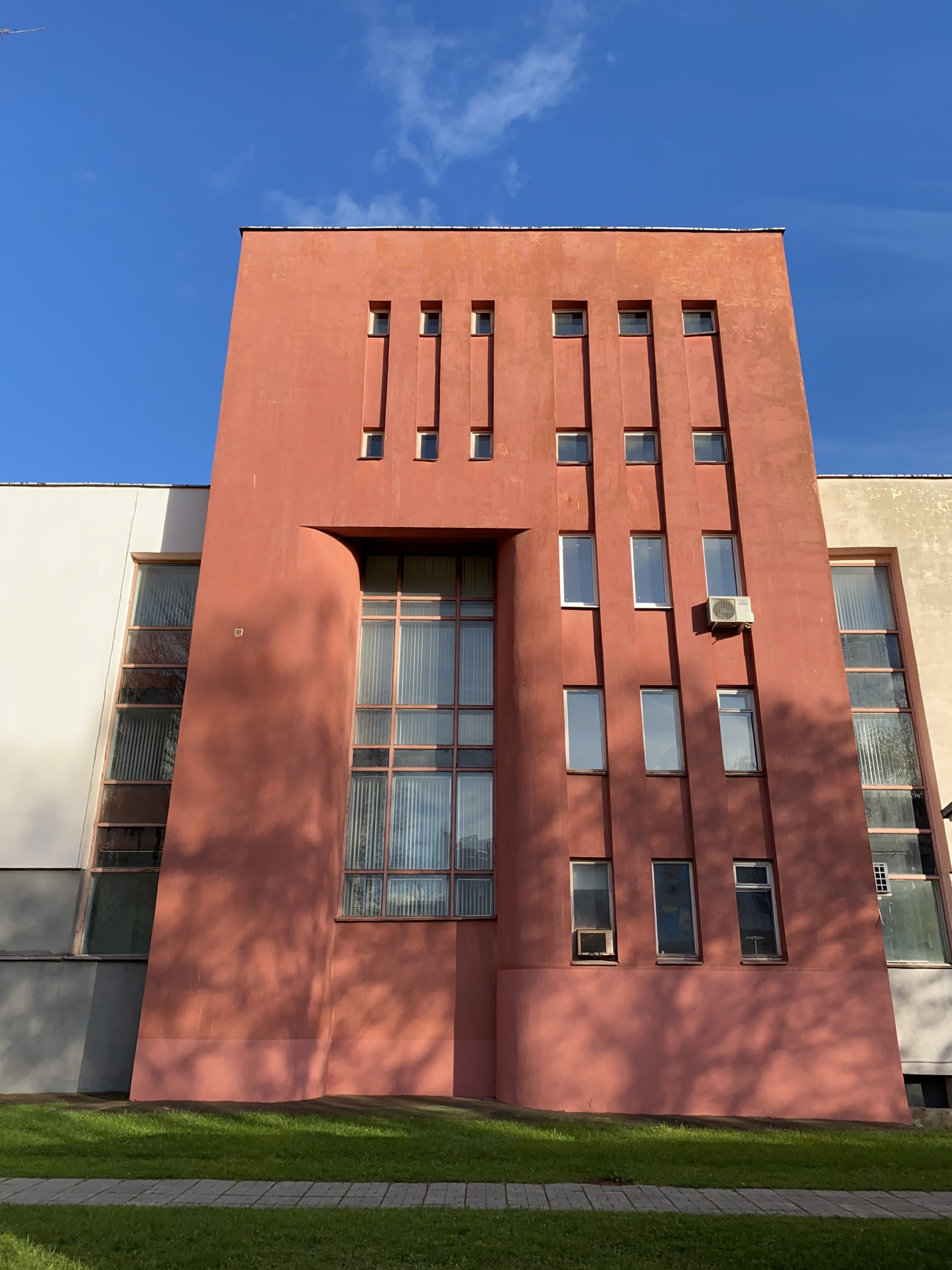
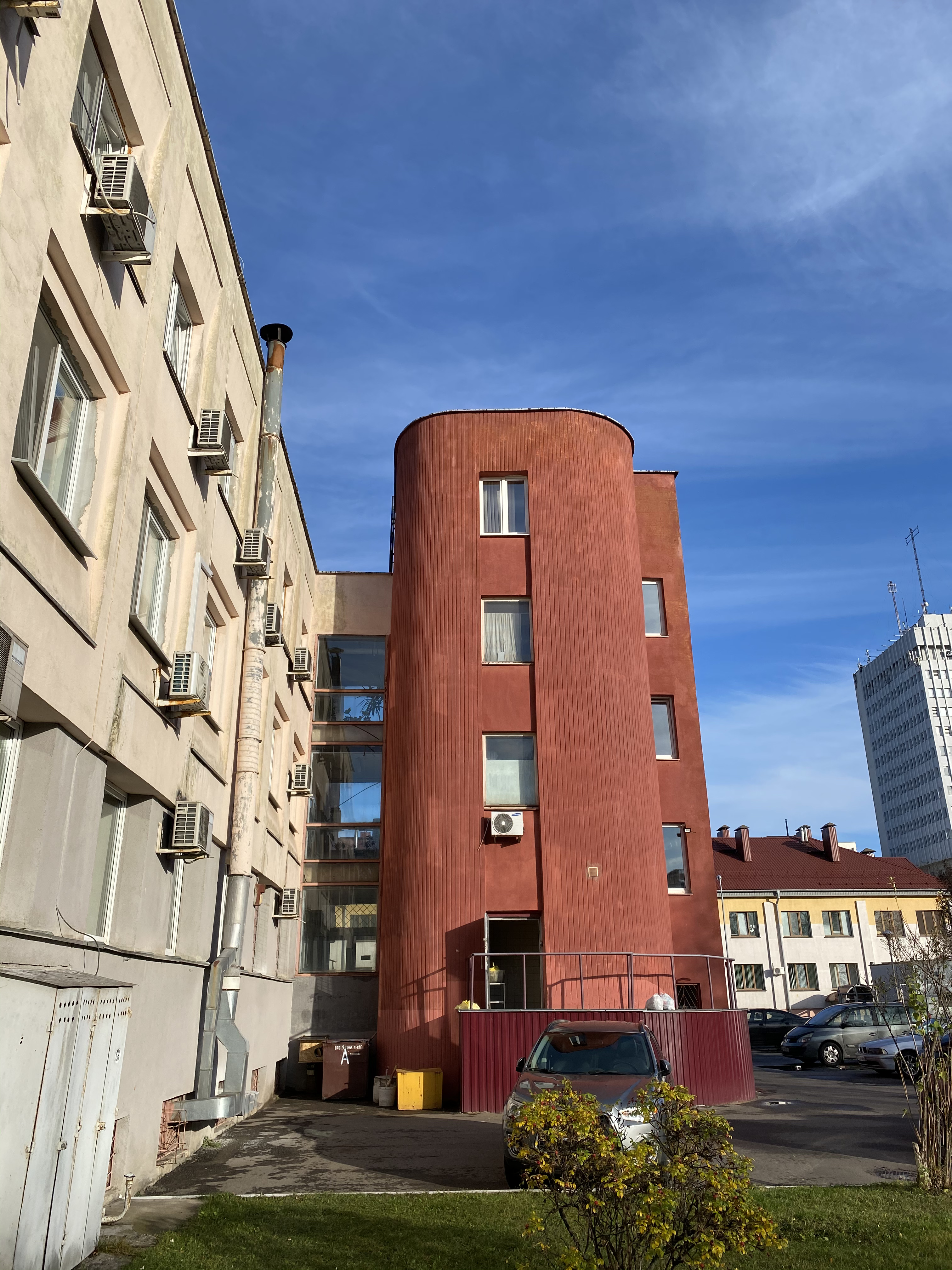
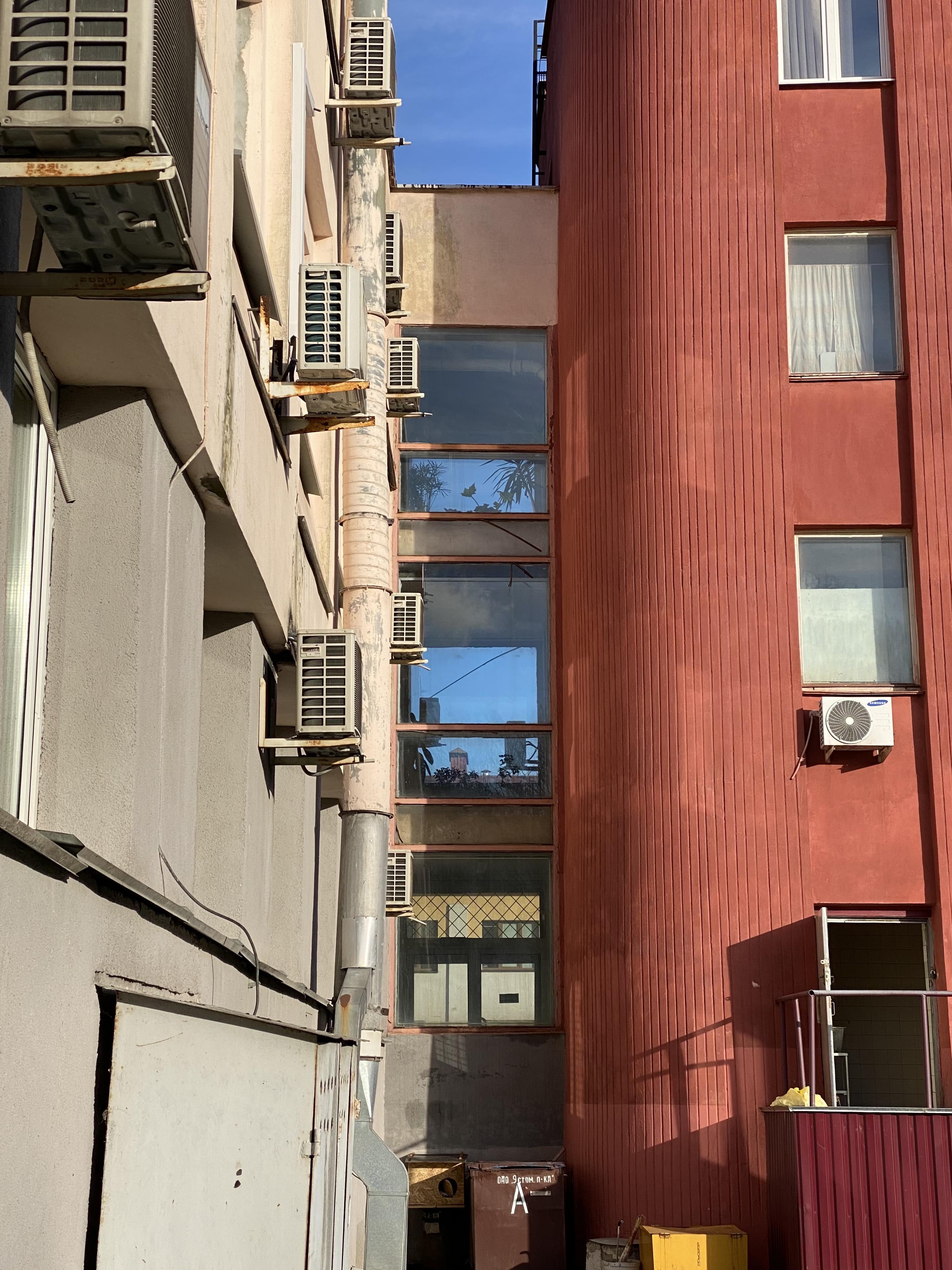
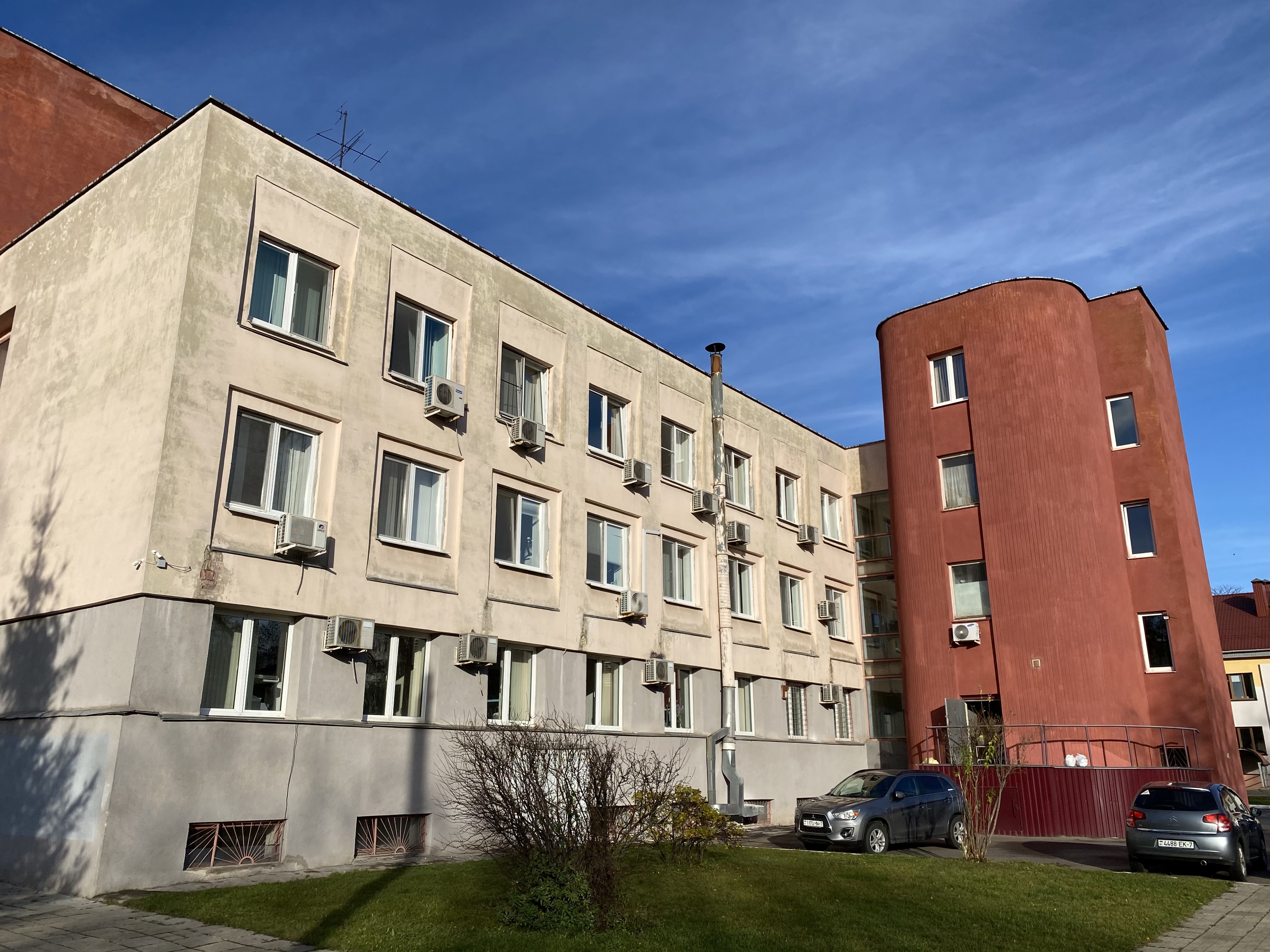
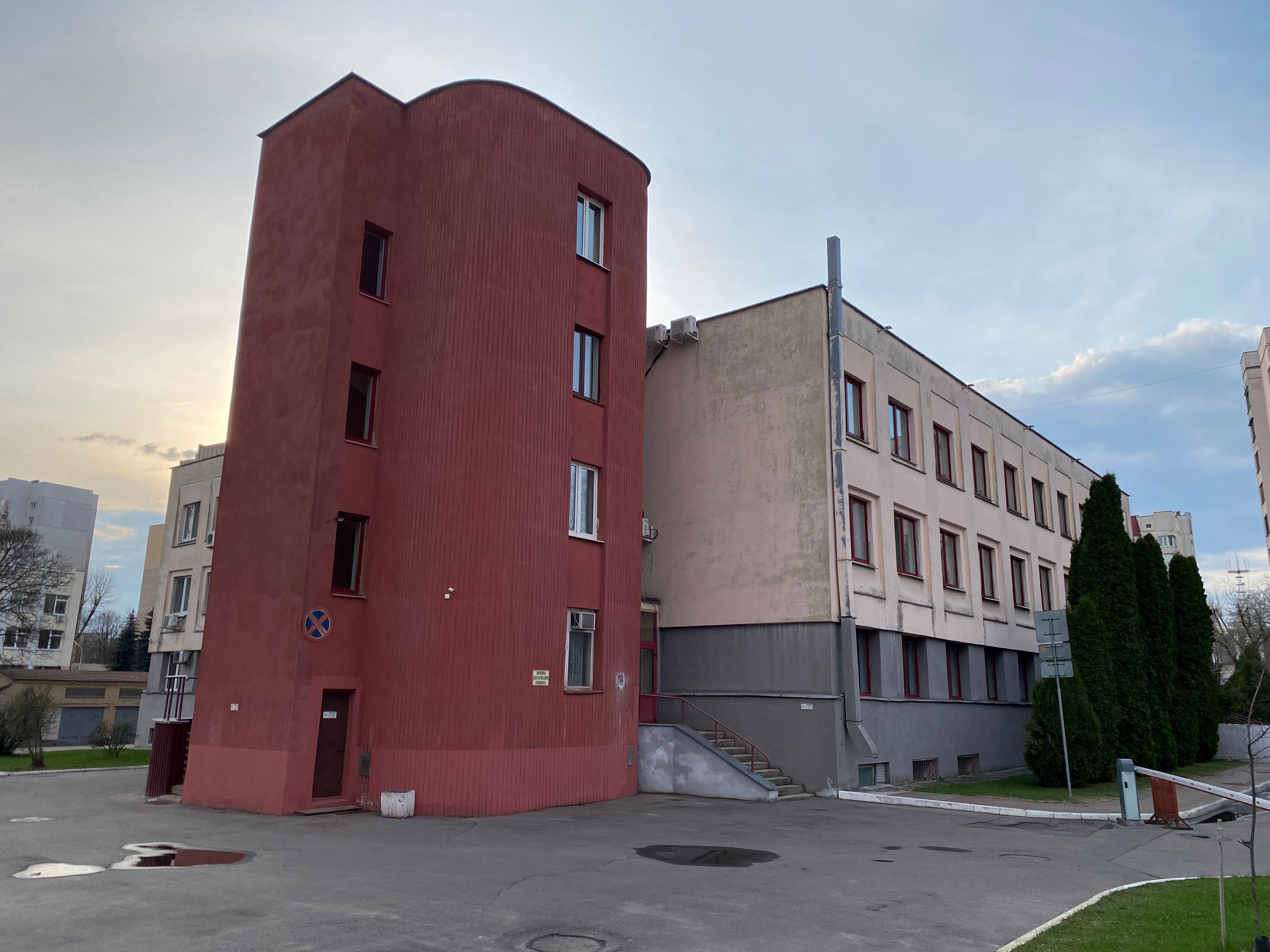
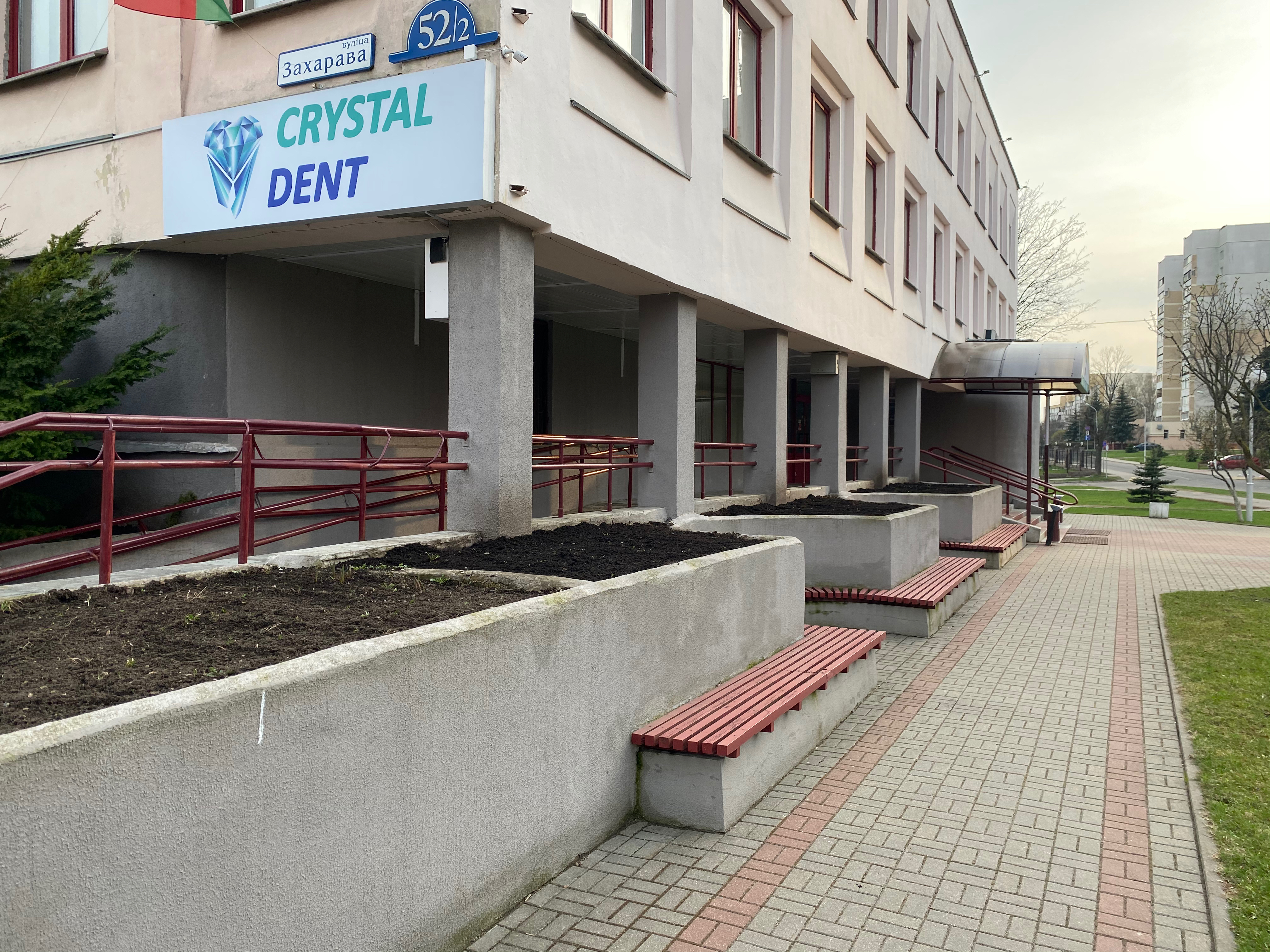

#### Третий корпусминистерства обороны

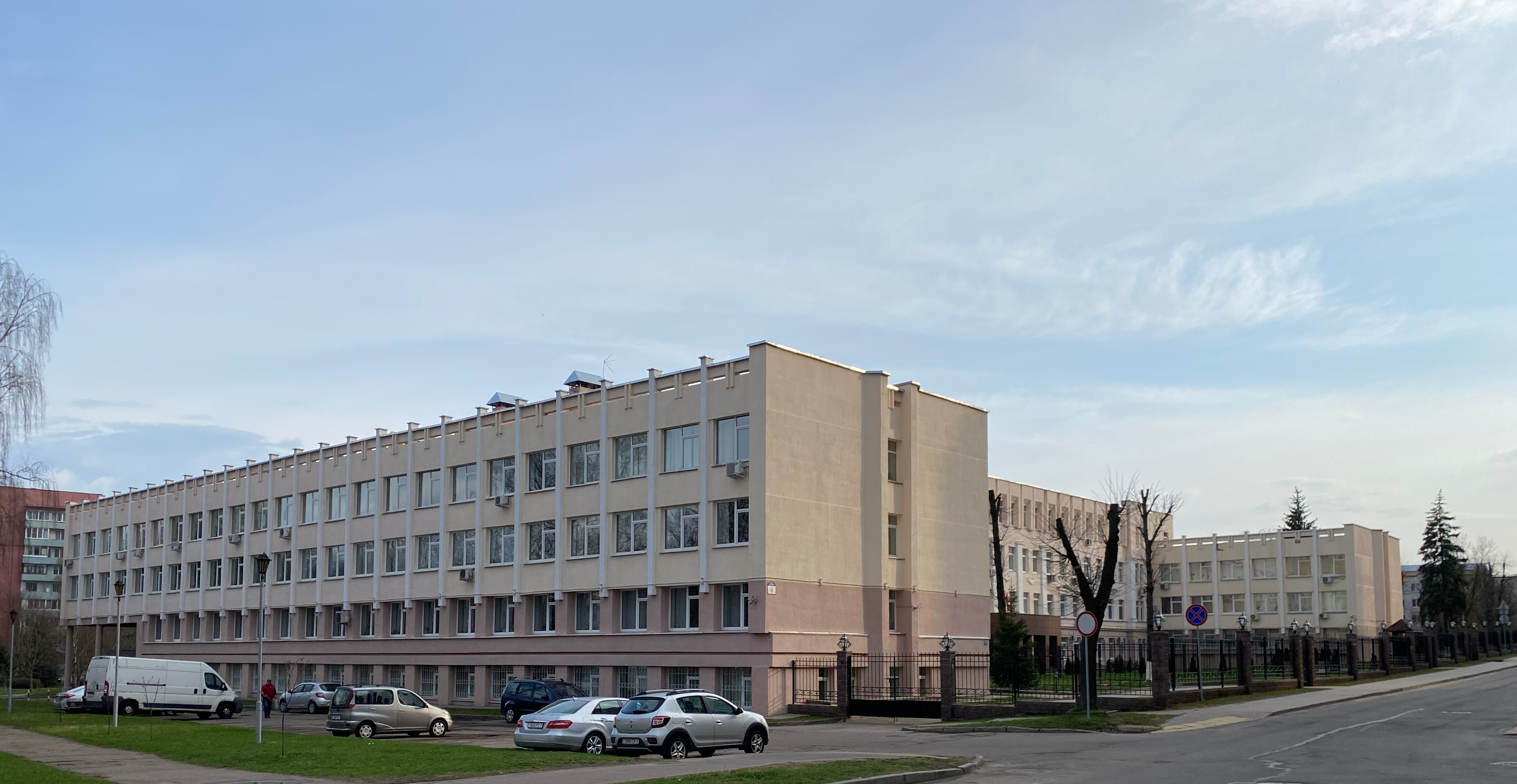
Третий корпус МО РБ

Изначально трёхэтажное здание в стиле советского неоклассицизма, перестроено с увеличением размеров здания. Во время реконструкции зданию был надстроен этаж, пристроены три трёхэтажных корпуса: два по краям и один с заднего фасада.

#### Детский сад № 26
Выполнен по индивидуальному проекту Темнова Владимира Ильича в 1978 году. Здание получило диплом Всесоюзного смотра достижений советской архитектуры. Представляет собой три двухэтажных корпуса, соединённых одноэтажной галереей. Корпуса имеют панорамное остекление по длинным сторонам, отделаны бежевой глазурованной плиткой по коротким сторонам, васильковой — по длинным. При проектировании были использованы особенности рельефа: здание стоит на склоне, который начинается сразу за галереей, часть здания стоит на отделанных мозаиками столбах, а уровень пола первого этажа продлён для создания козырька. Участок детского сада благоустроен фонтаном, над которым проложен мост. Подпорные стенки на участке выполнены в стиле замковых стен.

#### Мемориальный музей-мастерская З. И. Азгура

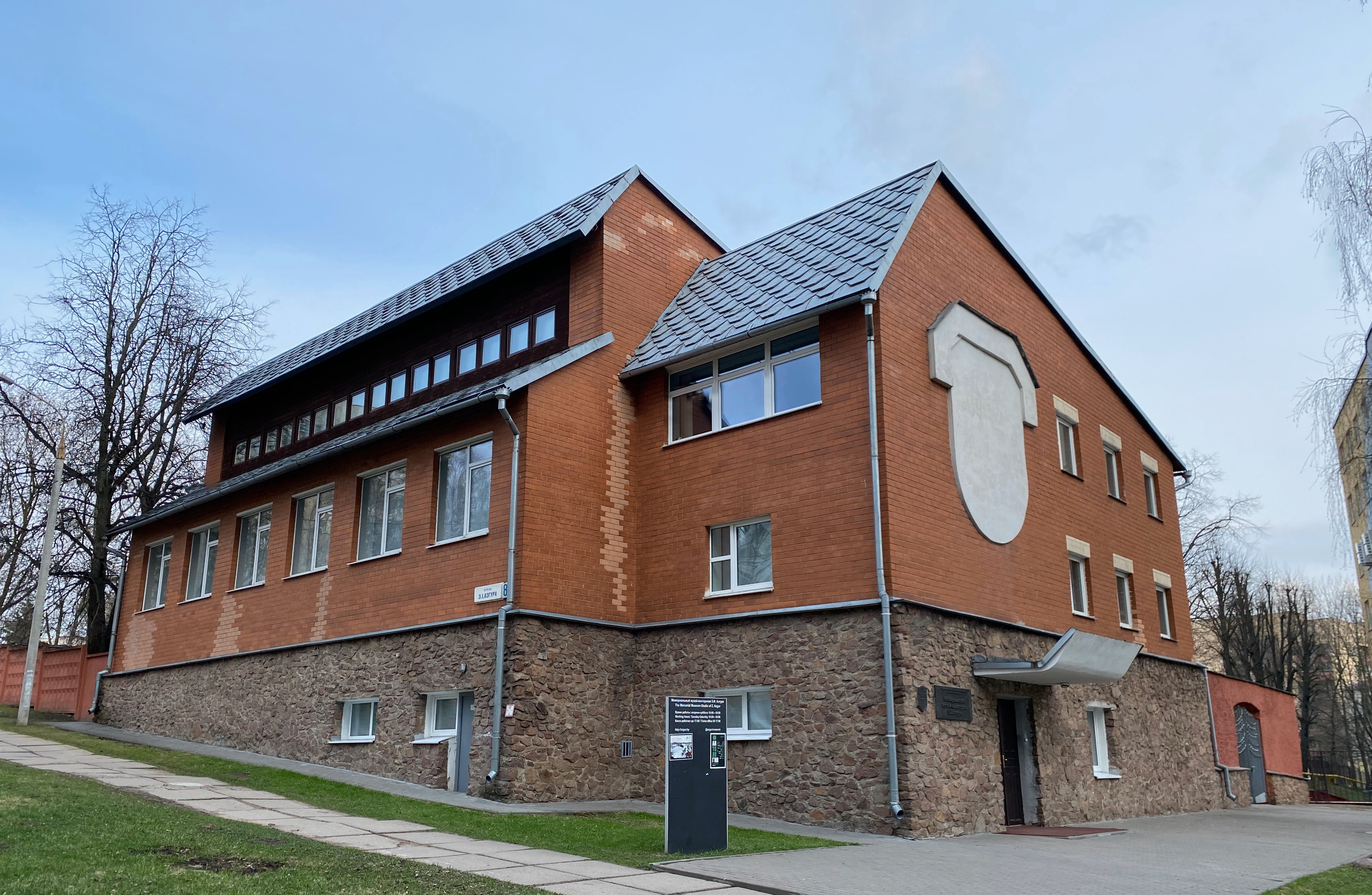
Мемориальный музей З. И. Азгура

Здание построено в 1984 году по проекту архитектора Аладова Вальмена Николаевича В 2007 году зданию предан статус недвижимой историко-культурной ценности третьей категории, в 2019 году утверждена охранная зона, в которую включено здание, его внутренний двор, ограда, прилегающий сквер. Трёхэтажное здание имеет разноскатную крышу с индивидуальным дизайном. Первый этаж здания отделан натуральным камнем, что, из-за расположения здания на склоне, подчёркивает ландшафт. Остальная часть здания выполнена из кирпича. На стене над главным входом расположен белый выступ в форме герба. В музее регулярно проходят выставки и кинопоказы.

### Слесарная-Соломенная
Преобладает жилая застройка, присутствуют два общественных здания. Небольшой отрезок Слесарной улицы продолжается аллей до улицы Захарова. На участке у Гимназии № 7 начинается подъём с перепадом высоты в 10 метров.

### Соломенная-Нагорная
Проезжая часть Соломенной улицы обрывается на половине квартала и переходит в пешеходную зону.

### Нагорная-Андреевская
Нагорная улица со стороны улицы Захарова прерывается домом по Ивановской улице, 38, за домом улица продолжается аллеей до улицы Пулихова.
Квартал не был окончательно сформирован по оригинальному плану из-за распада СССР, из-за этого со стороны улицы Пулихова появились диссонирующие дома, а кинологическая военная часть на углу улиц Пулихова и Андреевской не была снесена под строительство общественного здания.